# Бранислав Трајковић
Бранислав Трајковић (Оџаци, 29. август 1989) је српски фудбалер. Игра на позицији штопера.

## Клупска каријера
Трајковић је прошао млађе селекције Хајдука из Куле, а за први тим овог клуба је дебитовао у сезони 2005/06. Након тога је био на позајмицама у ПОФК Кули и Радничком из Сомбора, а за Хајдук је поново заиграо од другог дела сезоне 2007/08. У наредном периоду је постао стандардни првотимац суперлигаша из Куле.
Последњег дана летњег прелазног рока 2010, Трајковић је потписао уговор са Војводином. Са новосадским клубом је провео наредне три и по сезоне, током којих је два пута играо финале Купа Србије (2011, 2013), али је оба пута поражен. У мају 2013. је уврштен у идеалних 11 играча Суперлиге Србије за сезону 2012/13.
У јануару 2014. је потписао троипогодишњи уговор са Партизаном. Трајковић је 6. августа 2014, на реванш утакмици трећег кола квалификација за Лигу шампиона са Лудогорецом, без лопте ударио Словенца Безјака и добио црвени картон. Истог момента етикетиран је као главни кривац за елиминацију Партизана. После три месеца натезања, 13. октобра 2014. раскинуо уговор са црно-белима, који је важио чак до 2017. године, али због обостраног незадовољства, после само шест месеци стављена је тачка на сарадњу.
У јануару 2015. потписао уговор са казахстанским прволигашем Ордабасијем, у чијем дресу је провео наредне две сезоне. Почетком септембра 2017. се вратио у српски фудбал и потписао за суперлигаша Земун. У марту 2018, на првенственој утакмици против Јавора, Трајковић је сломио ногу због чега је отишао на дужу паузу. Вратио се на терен у наредној сезони и провео је и први део такмичарске 2018/19. у Земуну.
Почетком априла 2019. је потписао уговор са екипом Ислоч Мински рејон, која наступа у Премијер лиги Белорусије. Трајковић за овај клуб није успео да забележи ниједан званичан наступ. Одиграо је једну утакмицу за резервни тим, а само једном се нашао на клупи, и то у Куп утакмици против Шахтјора из Солигорска, па је почетком јуна 2019. уговор раскинут. Након више од пола године без клуба, Трајковић у јануару 2020. потписује једногодишњи уговор са македонским прволигашем Работничким. Он је у сезони 2024/25 појачао редове Будућности из Алибунара. Где тренутно истоимени клуб наступа у "Другој Јужнобанатској Лиги Исток."  

## Репрезентација
У јануару 2013. је добио први позив у сениорску репрезентацију Србије. Селектор Синиша Михајловић га је уврстио на списак играча за пријатељску утакмицу против Кипра, 6. фебруара 2013. у Никозији. Трајковић се одазвао позиву али није добио прилику да дебитује на овом мечу. Свој једини наступ за сениорску репрезентацију Србије је имао 15. октобра 2013. у квалификационом мечу за СП 2014. против репрезентације БЈР Македоније (5:1) у Јагодини.